# Žan Legat
Žan Legat, slovenski akordeonist, * 26. november 1982.
Na glasbeni gimnaziji v Ljubljani je svoje glasbeno izobraževanje zaključil pod vodstvom prof. Ernő Sebastina in prof. Mateje Prem-Kolar ter leta 2002 opravil sprejemni izpit umetniške smeri na Visoki šoli za glasbo v Nürnbergu z glavnim predmetom akordeon pri prof. Ireni Urbach. Po opravljeni diplomi na umetniški smeri leta 2006 nadaljuje s podiplomskim študijem pri prof. Stefanu Hussongu na Visoki šoli za glasbo v Würzburgu. 
Udeležil se je številnih seminarjev akordeona, in sicer pri profesorjih kot Stefan Hussong, Teodoro Anzellotti, Ivan Koval (Nemčija), Joseph Macerollo (Kanada), Inaki Alberdi (Španija), Ivan Sokolow, Vladimir Bonakow (Rusija), seminarjev pri komponistih kot Uroš Rojko (Slovenija, Nemčija) in Toshio Hosokawa (Japonska). Sodeloval je tudi z umetniki kot Gabriel Rosenberg, Volker Blumenthaler in Christoph Bossert.
Posveča se predvsem sodobni glasbi in koncertira kot solist in član različnih komornih zasedb.